# Vladimír Menšík
Vladimír Menšík (n. 9 octombrie 1929, Ivančice⁠(d), Cehoslovacia – d. 29 mai 1988, Brno, Cehoslovacia) a fost un popular actor și animator ceh, născut în Ivančice, Moravia, Cehoslovacia. Atât comic cât și ca actor dramatic, el a creat o gamă largă de  de personaje vii. A jucat în peste 120 de filme (Nopți de septembrie --Zářijové noci, Král Šumavy, Hledá se táta, Când vine pisica, Joe Limonadă, Dragostea unei blonde, Incineratorul, Zítra vstanu a opařím se čajem, Marketa Lazarová, Všichni dobří rodáci, Trei alune pentru Cenușăreasa, Jak utopit doktora Mráčka, Dobří holubi se vracejí), filme de televiziune  (Zlatí úhoři) și miniserii TV (Byl jednou jeden dům, Arabela, Pan Tau, Vizitatorii, Létající Čestmír). A fost onorat cu titlul de Artist al poporului din Cehoslovacia.
În 2005, potrivit unui sondaj realizat de cehi într-o emisiune de televiziune, a intrat în lista celor mai mari 100 de cehi din toate timpurile.

## Biografie
Vladimír Menšík s-a născut la 9 octombrie 1929, la Ivančice, în Cehoslovacia, în familia unui mecanic auto. La început a studiat la o școală tehnică, în timpul celui de-al doilea război mondial a lucrat la Brno la o fabrică de armament. În timpul studiilor, s-a îndrăgostit de profesia de artist. În 1953 a absolvit Academia de Muzică din Brno. A jucat pe scenele diferitelor teatre. Chiar dacă i s-a oferit o mulțime de oportunități și în ciuda faptului că a fost complet absorbit de teatru, a dorit să joace și în filme. Prima sa apariție în fața camerei a avut loc în Velká příležitost, mai mult sau mai puțin ca un figurant. Odată cu filmul Dědeček automobil regizat de Alfréd Radok, a atras atenția cu rolul său de mecanic auto italian.
Din 1958, a început să joace în filme realizate de studioul de film Barrandov din Praga. A jucat în peste 120 de roluri în film și televiziune. Pe lângă rolul principal al eroului din filmele de comedie, el a jucat o serie de roluri tragicomice și dramatice. Deseori a jucat ca narator, animator și comic, inclusiv în televiziune. 
Vladimír Menšík a apărut periodic pe scenele teatrelor. A scris o serie de scenarii. Vladimír Menšík colaborat adesea cu regizorul Václav Vorlíček, apărând în 16 filme ale acestuia.
În ultimii ani, el a dus un stil de viață boem, cu toate că era grav bolnav de astm. A abuzat de alcool și a murit la vârsta de cincizeci și opt de ani la Brno.

## Viață personală
Vladimír Menšík a fost căsătorit de două ori. Cu prima sa soție, Věra, a avut doi copii - fiul său Peter (n. 1955) și fiica sa Vladimíra (n. 1957). Cu cea de-a doua soție a sa, Olga, a mai avut doi copii - fiul său Jan (n. 1962) și fiica sa Martina Menšíková (n. 1965), care a fost singurul dintre copiii săi care a avut o carieră în cinematografie, teatru și televiziune.

## Filmografie
- 1956 Váhavý střelec  – subofițer
- 1957 Bunicul automobil (Dědeček automobil), regia Alfred Radok – mecanicul auto italian
- 1957 Zářijové noci  – sergentul Marcak
- 1957 Štěňata  – Václav Hampl
- 1957 Minciuna (Snadný život), regia Miloš Makovec
- 1957 Padělek  – Toglar
- 1957 Konec jasnovidce  – Vobrna
- 1958 Dorința (Touha) – kombajnista v povídce Anděla
- 1958 Tenkrát o vánocích  – Lojza
- 1958 Hvězda jede na jih  – Vostřák
- 1958 Dnes naposled  – Kroc
- 1959 Probuzení  – vrchní
- 1959 Ošklivá slečna  – Štolfa
- 1959 Král Šumavy  – Burdyška
- 1959 Hlavní výhra  – Pavel
- 1959 Dařbuján a Pandrhola  – opilec
- 1959 105% alibi (105 % alibi) – Kici, regia Vladimír Čech

- 1960 Zlé pondělí  – Mácha
- 1960 U nás v Mechově  – šofér
- 1960 Přežil jsem svou smrt  – kápo Hranáč
- 1960 Copilul trupei (Práče) – Pekárek, regia Karel Kachyna
- 1960 Pochodně  – buldočí tajný
- 1960 Chlap jako hora  – Kouba
- 1961 Procesí k Panence  – Vladimír Kabourek
- 1961 Muž z prvního století  – muž v baru
- 1961 Labyrint srdce  – obtěžující muž
- 1961 Kolik slov stačí lásce  – taxikář v povídkách Taxi, prosím a Zaza
- 1961 Hledá se táta  – Standa
- 1961 Eman Fiala (film documentar)
- 1962 Vánice  – lékárník
- 1962 Deštivý den  – číšník
- 1962 Anička jde do školy  – Šlechta
- 1963 Začít znova  – Mechl
- 1963 Tchyně  – Kadlec
- 1963 Mezi námi zloději  – Bazan
- 1963 Când vine pisica (Až přijde kocour) – portarul, regia Vojtěch Jasný
- 1964 Preclík (Preclík) – Lahvička
- 1964 Povídky o dětech (Povídky o dětech) – otec v povídce Magdalena
- 1964 Joe Limonadă (Limonádový Joe aneb Koňská opera) – barmanul, regia Oldrich Lipský
- 1964 Čintamani a podvodník – după o poveste scurtă, Čintamani a ptáci
- 1964 Cronica unui bufon (Bláznova kronika) – dvorní malíř, regia Karel Zeman
- 1964 Archimedov zákon – Čukanovský
- 1965 Volejte Martina – nadporučík VB v povídce Létající kolotoč
- 1965 Úplně vyřízený chlap  – Lexa Pírko
- 1965 Třicet jedna ve stínu  – Emil
- 1965 Strašná žena  – Kouba
- 1965 Puščik jede do Prahy  – hodinář
- 1965 Dragostea unei blonde (Lásky jedné plavovlásky) – Vacovský, regia Milos Forman
- 1965 Hrdina má strach  – tajemník
- 1965 Alibi na vodě  – novinář
- 1966 Ženu ani květinou neuhodíš  – příslušník SNB
- 1966 Svatební cesta aneb Ještě ne, Evžene! (film TV)
- 1966 A dispărut un „Fragonard” (Nahá pastýřka), regia Jaroslav Mach – kapitán Tronda
- 1966 Cine a vrut s-o ucidă pe Jessie? (Kdo chce zabít Jessii?) – Kolbaba, regia Václav Vorlíček
- 1966 Hra bez pravidel  – Pepi
- 1966 Flám  – kamarád
- 1966 Autorevue (film TV)
- 1966 Oameni în rulotă (Lidé z maringotek), regia Martin Frič
- 1966 Pipele (Dýmky), regia Vojtěch Jasný
- 1967 Crimă în stil personal (Vražda po našem) – Emil, regia Jiří Weiss
- 1967 Zmluva s diablom  – Viktor
- 1967 Zločin a trik I. (film TV)
- 1967 Přísně tajné premiéry  – Matýsek
- 1967 Marketa Lazarová  – Bernard
- 1967 Klec pro dva  – Čenda
- 1967 Když má svátek Dominika  – Honzíkův otec
- 1967 Happy end  – Bedřich
- 1968 Všichni dobří rodáci  – Jořka Pyřk
- 1968 Raport (film TV) – konfident Evžen
- 1968 Rakev ve snu viděti  – kapitán Roj
- 1968 Familia noastră trăsnită (Naše bláznivá rodina), regia Ján Valásek – tata Solnička
- 1968 Maratón  – Jarda
- 1968 Hříšní lidé města pražského [serial TV) – Rozštlapil v 5.dílu
- 1968 Bohouš (scurtmetraj TV) – Humhej
- 1969 Incineratorul (Spalovač mrtvol) – bărbatul femeii cu pălărie
- 1969 Šest černých dívek aneb Proč zmizel Zajíc  – vrátný
- 1969 Světáci – Antonín Skopec
- 1969 Slasti Otce vlasti  – Marsilio Rossi
- 1969 Přehlídce velím já  – Holiš
- 1969 Panenství a kriminál  – Souška
- 1969 Odvážná slečna  – Robek

- 1970 Vražda ing. Čerta  – Ing. Čert
- 1970 Rekviem za rytierov  – Kropáček
- 1970 Radúz a Mahulena (film TV) – Vratko
- 1970 Pane, vy jste vdova!  – Bloom
- 1970 Pe cometă (Na kometě) – Silberman
- 1970 Luk královny Dorotky – porybný, radní, Kabrhel
- 1971 Logodnica frumosului dragon (Partie krásného dragouna), regia Jiří Sequens – comisarul Zdychynec
- 1971 Femei în ofsaid (Ženy v ofsajdu), regia Bořivoj Zeman  – un oficial al comisiei de fotbal
- 1971 Touha Sherlocka Holmese  – detektiv
- 1971 Slaměný klobouk  – Nonancourt
- 1971 Pět mužů a jedno srdce  – dr. Kořalník
- 1971 Kam slunce nechodí (film TV) – Ondřej Andrýsek
- 1971 F. L. Věk (serial TV) – konšel Pinkava
- 1971 Dívka na koštěti  – upír v. v.
- 1972 Zlatá svatba  – Pepa
- 1972 Rodeo  – Vilda
- 1972 Lupič Legenda  – Wohryzek
- 1972 Aféry mé ženy  – sedlák v povídce Suvenýr z Paříže
- 1973 Zatykač na královnu  – Černý
- 1973 Trei alune pentru Cenușăreasa (Tři oříšky pro Popelku), regia Václav Vorlíček – Vincek
- 1974 Poslední ples na rožnovské plovárně  – prof. Čepelák
- 1974 Jak utopit dr. Mráčka aneb Konec vodníků v Čechách  – Karel
- 1974 Hodíme se k sobě, miláčku?  – Vencl
- 1974 Byl jednou jeden dům (serial TV)
- 1975 Tak láska začíná…  – Rambousek
- 1975 Rodič (film TV)
- 1975 Pomerančový kluk  – Rána
- 1975 Plavení hříbat  – Chrástek
- 1975 Můj brácha má prima bráchu  – František Vrána
- 1976 Al doilea start (Hřiště), regia Stepán Skalský  – Louda
- 1975 Chalupáři (serial TV) – řidič Tonda Čihák
- 1975 Dva muži hlásí příchod  – Pacholík
- 1976 Parta hic  – Chochola
- 1976 Náš dědek Josef  – Trdlifaj
- 1976 Bouřlivé víno  – Michal Janák
- 1977 Zítra vstanu a opařím se čajem  – Kraus
- 1977 Mașina de întinerit (Což takhle dát si špenát), regia Václav Vorlíček  – Zemánek
- 1977 Ikarův pád  – Kára
- 1977 Žena za pultem  – vedoucí Karas
- 1978 Cum se trezește o prințesă (Jak se budí princezny), regia Václav Vorlícek  – Matěj
- 1978 Zlatí úhoři (film TV)
- 1978 Skandál v Gri-Gri baru  – poslanec Komorous
- 1978 Princ a Večernice, regia Václav Vorlíček  – král
- 1978 Jen ho nechte, ať se bojí  – rekvizitář
- 1978 Hrozba  – Pavel Budil
- 1978 Brácha za všechny peníze  – otec Zuzany František Vrána
- 1978 Acei oameni minunați cu aparatul de filmat (Báječní muži s klikou), regia Jiří Menzel – artistul de cabaret Šlapeto
- 1979 Lásky mezi kapkami deště  – Bursík
- 1979 Křehké vztahy  – Ropek

- 1980 A máte nás holky v hrsti  – manžel I.Janžurové
- 1980 Arabela (serial TV) – Karel Majer
- 1980 Princové jsou na draka (basm TV) – regele
- 1980 Zločin na poště (film TV) – strážmistr Brejcha
- 1981 Cesta do Rokycan  – stavbyvedoucí Karel Kraus
- 1981 Zralé víno  – Michal Janák
- 1981 Víkend bez rodičů  – Vaněk
- 1982 Zelená vlna  – otec Labucy
- 1982 Když rozvod, tak rozvod  – Arnošt Provazník
- 1983 Návštěvníci (serial TV) – příslušník VB
- 1983 Létající Čestmír (serial TV) – správce Trnka
- 1983 Jako kníže Rohan (film TV) – Špáta
- 1983 Tažní ptáci (film TV) – Kára
- 1980 Půl domu bez ženicha  – Franc
- 1984 Jak se dělá smích  – comentator
- 1984 Děti zítřků  – hejtman
- 1986 Mladé víno  – Michal Janák
- 1988 Dobří holubi se vracejí  – Honzíček
- 1988 Hurá za ním  – kpt. Váňa